# Ennio Marques Palmeira
Ennio Marques Palmeira (, 29 de maio de 1953) é um pesquisador brasileiro, membro titular da Academia Brasileira de Ciências na área de Ciências da Engenharia desde 30 de maio de 2007. É professor da Universidade de Brasília.
Foi condecorado com a comenda da Ordem Nacional do Mérito Científico.